# (15627) Hong
(15627) Hong (2000 HW52) – planetoida z pasa głównego asteroid okrążająca Słońce w ciągu 4,17 lat w średniej odległości 2,59 j.a. Odkryta 29 kwietnia 2000 roku.